# Santpoort
Santpoort je naselje v občini Felsen v provinci Severna Nizozemska. Kraj je trenutno sestavljen iz jeder Santpoort-North in Santpoort-Súd. Leta 2006 je bilo 10.142 prebivalcev, 6973 v Santpoort-North in 3169 v Santpoort-Súd. Santpoort se nahaja ob avtocesti A208 in na železnici Haarlem - Uitgeest. Oba dela vasi imata postajo NS: postaja Santpoort Nort in postaja Santpoort Súd.

## Toponomastika
Ime Santpoort je popačeno ime Sancta Porta , latinsko za sveta vrata, saj so v, srednjem veku romar ji potovali na sever preko tega takrat težko dostopnega območja jezer, proti versko pomembnim krajem, kot so Beverwijk , kjer je bila čaščena sv. Agata, Egmond, kjer je pomembna opatija Heiloo , kjer je še vedno romarski kraj k Devici Mariji, ter Alkmaar in Bergen, kjer so se dogajali čudeži.  Ime se je včasih pisalo kot Zandpoort.

## Zanimivosti v vasi
- Reformirana cerkev
- Dvorec Sipine v Kruidbergu
- Županstvo Rijkenspark, ki delno obsega zemljišče nekdanjega Dvorca Spaarnberga.

Santpoort-Nort ima mlin za žito De Zandhaas'' iz leta 1779; tukaj najdete tudi največje in najstarejše ročno lokostrelstvo na Nizozemskem: Vzos.
V Santpoort-Zuid so tudi ruševine gradu Brederode.
Vsako leto prvi četrtek v avgustu organizira Harddraverij Vereniging Santpoort & Omstreken dirko na kratke proge. Takrat poteka tudi tradicionalni festivalski teden, od sobot pred in do sobote po kasu.

## Galerija slik
- Reformirana cerkev
- Ruševine gradu Brederode
- Mlin na veter Zandhaas

## Znani prebivalci

### Rojen v Santpoortu
- Adriaan de Groot (26. oktober 1914-2006), psiholog
- Wim Rigter (12. marec 1967-2004), radijski voditelj
- Peter Klashorst, slikar
- Niels Meijer, profesionalni košarkar
- Reinier van den Berg ( 5. april 1962 ), meteorolog
- Philippus Jacobus Hoedemaker, teolog

### Živeli v Santpoortu
- Pieter Wispelwey, violončelist
- René Descartes, filozof iz 17. stoletja, od 1637 do 1641.
- Martijn Kolkman, radijski voditelj Q-music in televizijski glas.
- Gerrit van Houten, slikar
- Nine van der Schaaf, pesnik in pisatelj frizijskega porekla.
- Madelon Székely-Lulofs, pisatelj
- Jacobus Theodoor Cremer, minister za kolonije (Swol 30-6-1847 - Amsterdam 14-8-1923), je živel zadnja leta svojega življenja na posestvu "Sipine v Kruidbergu" v Santpoortu.
- Jaap Eden, drsalec in kolesar.
- Menno Wigman, pesnik